# Перекидач вагонеток

Круговий перекидач

Перекида́ч вагоне́ток (рос. опрокидыватель вагонеток, англ. car dumper, car tippler; нім. Wagenkipper m, Wipper m) — механізм, призначений для розвантаження шахтних вагонеток з глухими кузовами. 
Перекидання вагонеток здійснюється шляхом їхнього повороту або нахилення у положення, що забезпечує висипання вантажу. Управління перекидача вагонеток напівавтоматичне або автоматичне. 
За способом розвантаження перекидачі вагонеток поділяють на колові (кругові), бокові і лобові (торцеві). Коловими, неповно- і повноповоротними (на 360˚) Перекидачем вагонеток виконується розвантаження окремих вагонеток з глухим неперекидним кузовом і нерозчеплених потягів. 
Робочий орган перекидача вагонеток — барабан (ротор), що спирається на ролики. Оберт барабана забезпечується за рахунок обертання роликів, зв’язаних з ним фрикційною передачею, або іншого привода, з’єднаного з барабаном ланцюговою передачею, що виключає можливість проковзування барабана і забезпечує точну його зупинку. У перших конструкціях обертання барабана припинялось його підняттям над привідними роликами через систему важелів. Гасіння ударів при зупинці барабана здійснюється демпфером (пружинним, гідравлічним). Як правило, вагонетка, що розвантажується, розміщена вздовж поздовжньої осі барабана. Є також конструкції перекидача вагонеток, у барабані яких окремі вагонетки розташовуються симетрично відносно поздовжньої осі. При повороті барабана на 180˚ відбувається розвантаження вагонетки в одній напівсфері, у той же час в іншій здійснюється заміщення порожньої вагонетки на завантажену. 
Для інтенсифікації процесу розвантаження широко застосовуються різноманітні вібраційні прилади, що вбудовані в барабан, які вмикаються автоматично. З метою забезпечення безперервності робіт на розвантажувальному пункті і підвищення його пропускної спроможності в гірничорудній промисловості використовуються перекидачі вагонеток, барабан яких забезпечує прохід через нього локомотива. Параметри перекидача вагонеток обумовлюються габаритними розмірами і кількістю вагонеток, що розвантажуються одночасно. 
У вітчизняній гірничорудній промисловості застосовують барабани діаметром 2,5; 2,8; 3 і 4 м, при довжинах від 1,5 до 7,8 м. Тривалість одного оберту від 18 до 30 с. Встановлена потужність від 4 до 40 кВт. Бокові перекидачі вагонеток обладнані штоковим ро-бочим органом з пневмо- або гідроприводом або поворотною платформою. Поворот платформи із зафіксованою на ній ваго-неткою здійснюється електро- або гідроприводом. Перекидачі вагонеток розвантажують окремі вагонетки, попередньо зупинені в зоні дії робочого органу. Застосовуються також технологічні схеми розвантажувальних пунктів, в яких вагонетки з відкидним бортом розвантажуються двома штоковими перекидачами вагонеток у автоматичному режимі при безперервному русі потягу. Захоплення кузова вагонетки, обертання його і відкривання борту штоковим робочим органом здійснюють спеціальним гаком. Зусилля на гаку у вітчизняних конструкціях перекидача вагонеток бл. 83 кН, у зарубіжних — в основному залежить від місткості кузова і об’ємної щільності матеріалу, що розвантажується. Лобові (торцеві) перекидачі вагонеток з поворотною платформою, на якій фіксується окрема вагонетка, що розвантажується з торця, на підприємствах гірничовидобувної промисловості країни не розповсюджені.
Круговий перекидач (див. рис.) , який застосовують для розвантаження одиночних вагонеток в нерозчіплених составах, являє собою металевий каркас (барабан) 1, розташований на привідних (4) і підтримуючих (6) роликах рами 5. Всередині його закріплені рейки 7, стопори і упори 3. Пил, що утворюється при роботі, відсмоктується із кожуха 8 через вентиляційний патрубок 2.